# 大空港 (テレビドラマ)
『大空港』（だいくうこう）は、1978年（昭和53年）7月24日から1980年（昭和55年）3月24日に放送されたフジテレビ月曜9時枠の連続ドラマ。
1992年にテレビ朝日で放送された『大空港`92』、2013年にWOWOWで放送された『大空港2013』は本作と一切関係ない。

## 概要
開港直後の新東京国際空港内に設けられた警察庁刑事局国際刑事課の分室「空港特捜部」が空港または空港近辺で発生した事件を解決する姿を描く。空港特捜部のメンバーは戦中派の加賀と彼を補佐するベテラン刑事、それに若手の部下たちで構成されている。放送回数78回は、フジテレビが制作した刑事ドラマでは最多となる。
本作では通常の刑事ドラマに見られるような事件も扱うものの、舞台が「空港内の警察」という特殊セクションであるため、描かれる犯罪は国際的で大掛かりなものが多く、刑事たちが海外出張して捜査するケースもたびたび見られる。新東京国際空港でロケを行った最初のテレビドラマでもある。
1年半の放送期間中、出演者の降板が4名、新加入が5名。

## キャスト
〈空港特捜部〉
加賀弘之：鶴田浩二
特捜部をまとめる部長で部下からは「チーフ」と呼ばれる。階級は警視。独身を貫き通し酒は呑まない。演じた鶴田自身のイメージである特攻崩れを生かした設定となっており、それが中心となるエピソードも少なくない。
鯉沼三郎：中村雅俊（1979年5月まで）
直情型の性格であり、加賀からたしなめられることも多い。中村が出演した青春ものの役柄設定がそのまま刑事に移行したようなキャラクターである。飛行中のセスナ機内で犯人と格闘、銃撃を受けて重体に陥りながらもセスナの航路を市街地から山間部へ向けた上で墜落、爆死（第36話）。
菊地徹：黒沢年男（1979年5月から）
元神奈川県警保安ニ課の刑事。訳があって警察庁（本庁）から追われ、単身自分を追い込んだ敵の大東組組長の大東（中田博久）を空港特捜部の協力により逮捕後、殉職した鯉沼の後任として特捜部に配属。事件が起これば何者も恐れず無鉄砲に飛び込んでいくその姿勢から「バクダン」の異名を持つ。妻（井口恭子）との挙式の仲人を加賀が務めてくれたことに恩義を感じている。かつて追い込んだ密売組織の報復としてその愛妻を大東組組員らに麻薬漬けにされた過去を持つため、執拗なまでに薬物を憎む。最終話で重要参考人の大岡を守ろうとしてテロリスト国際犯罪連合に撃たれ殉職。
神坂紀子：片平なぎさ（1979年8月まで）
空港特捜部の紅一点。愛称は「ノンコ」。身体を使ったアクションでは他の男性メンバーに負けぬほどの活躍ぶりを見せる。第51話ラストで海外の女ゲリラ部隊に転属となるも、派遣先のアムステルダムで過激派グループ・レッドスネイクのメンバー・酒井恵子（藤井真理）らが車に仕掛けた爆弾により殉職（第76話・回想のみ）。
水島さゆり：石川さゆり（1979年9月から）
警視庁SPから神坂の後任として配属。SP時代はサッチャー首相の護衛も担当した。特捜部での初仕事が修道院での潜入捜査だったことから「シスター刑事」の愛称がつく。特技はナイフ投げ。終盤、チーフである加賀に想いを寄せるが……。
西條信吾：永島敏行（1979年5月から10月まで）
元沖縄県警刑事。空港内で働く妹・ケイコ（佐藤万理）がいたが、ある事件に巻き込まれて死亡（第37話）。その妹がいた空港を守りたいと自ら特捜部入りを志願し、念願叶って配属された。グローバル航空勤務の欧州線担当客室乗務員である恋人・杉谷ゆき（村地弘美）とパリで婚前旅行による休暇を取得する前、空港で婚約者の男性（大谷一夫）と一緒に米国へ向かう予定だった女性・洋子（三科千鶴子）が銀行強盗犯グループに誘拐され、その洋子を救うため、薮下らの静止を振り切り、その銀行強盗犯グループの主犯奥山（蟹江敬三）との銃撃戦の末、互いに銃で撃たれ、洋子を救うも「パリに行きたい」と言い残し力尽きる（第55話）。
紺野真：三浦浩一（1979年10月から）
西條の後任として配属。徹底したオシャレ思考で髪型の手入れには余念がない。以前は所轄に勤務していたが、数々の命令無視、問題行動を起こし、署内の持て余し者だった。空港特捜部配属時は「特捜部は事件の捜査ごとに特別手当が出る」と思っていた。特捜部においてもやることなすこと全て型破りの暴走刑事。愛称は「バッタ」。最終話クライマックスの捜査陣対テロリスト国際犯罪連合の大捕物には海原と共に不参加に終わる。
立野謙一：岡本富士太
生真面目な射撃の名手。同じ若手の鯉沼や海原とは同期らしく、息が合ったところを見せる。家族には妹の五月（浅野真弓）がいる（第67話）。水島刑事（シスター）に好感を抱いていたが、沖縄戦戦没者慰霊塔建設資金6億円強盗事件の重要参考人で、加賀のかつての戦友・大岡正義（安井昌二）を海原が用意したボートへ逃すべく、潜入していたテロリスト国際犯罪連合に抵抗したため、見せしめとして加賀ら捜査陣の目の前で国際犯罪連合リーダー本間（椎谷建治）に撃たれ殉職（最終話）。
海原保：高岡健二
特捜部では主に通信を担当。メカのエキスパートでヘリコプターの操縦免許を持っており、必要に応じて上空からの偵察、探索なども行う。ノラリクラリしている性格だがロマンチストの一面もある。
梶大介：緒形拳（1978年11月まで）
飄々とした中年刑事。加賀と若手の間を取り持つ、ベテラン警部。子だくさんであり家計節約と称して、鯉沼や海原にいつもタバコをねだっている。加賀とは本庁時代から面識があり、加賀からは「長さん」と呼ばれている。また加賀は、自分が栄転になった時に空港特捜部の指揮を梶に任せたい旨の発言をしている。加賀を狙う殺し屋から、加賀を守るため、大阪空港で撃ち合いとなり、負傷(第13話)。その負傷が原因で肺膿瘍を患い、手の施しようもなく、余命2〜3ヶ月であることを医師が加賀と梶の妻に告知。要人を乗せた旅客機との衝突を避けるため、時限爆弾を積んだトラックにレッカー車で追いつき、飛び乗ってハンドルを切った直後、持病のめまいに襲われ、トラックごと滑走路脇のフェンスに激突し、爆死（第14話）。
薮下行男：田中邦衛（1978年11月から）
梶の後任として本庁から配属。警部。未婚。通称「薮さん」「藪長」「長さん」。加賀からは「長さん」と呼ばれている。かつて空港特捜部創設前に加賀の下で働いた経験があり、特捜部入りしたのも、そのときの手腕を見込まれたからである。多国語に通じ(ただし英語は苦手)、若手を率いて現場の最前線で活躍する行動派。血の気の多さはかなりのもので、荒っぽい捜査手法を取るがゆえに犯人から恨みを買い、重傷を負わされることが多い。反面、女性に対してはのめり込みやすい性格の持ち主である。困難に陥った時などに発する「チックショウ（畜生）！」が口癖。
〈新東京空港署〉
時に空港特捜部に協力して捜査にあたる。
大山署長：稲葉義男
野口刑事：高並功
杉枝刑事：溝口舜亮
刑事：桐島好夫、時本武、伊吹徹、菅原一高
〈警察庁国際警察課〉
浅原警視正：神山繁
課長。加賀から事件で度々相談されることが多い。最終話でテロリスト国際犯罪連合に捕らえられた人質の解放及び同連合を壊滅させるため、機動隊らを率いて自ら陣頭指揮をとっている。
三井係長：天知茂
国際刑事課係長。第1話、第10話に出演。
高木警視：石浜朗
刑事係長。第77話でテロリスト国際犯罪連合が車に仕掛けた爆弾により爆死。
刑事：長沢大
高木警視の部下。第77話で警護の警官に変装したテロリスト国際犯罪連合のメンバーに射殺される。
〈新東京国際空港〉
沢井空港長：池部良
空港のトップ。加賀とは戦友の間柄。家族には妻（月丘千秋）と娘の恭子（奈三恭子）がいる。
石田課長：青空はるお
事務課長。
係官：氏家修
空港病院医師：渡辺紀行
空港病院看護婦：川瀬小夜子

## スタッフ
- 企画：中本逸郎（第1話 - 第66話）、重村一（第1話 - 第54話）、石川博康（第67話 - 第78話）、河村雄太郎（第67話 - 第78話）（フジテレビ）
- プロデューサー：升本喜年、桜林甫（松竹株式会社）
- プロデューサー補：高橋信仁（松竹株式会社）
- 脚本：放映リスト参照
- 監督：放映リスト参照
- 制作担当：徳重里司、岸本公夫、大塚尚史
- 広報担当：小島利夫（フジテレビ）
- 撮影：加藤正幸、林兆、坂巻佐平、小松原茂、中橋嘉久
- 音楽：菅野光亮
- 演奏：ノイエハーモニー
- 制作主任：高木正幸、大里俊博、莟宣次
- 助監督：山本和久、福島孔道、内藤忠司、高橋正治、森清、山本伊知郎、国元雅博
- 照明：小中健二郎、山川英明、国本正義、岡本秋夫、須賀一夫、竹前和宏、越前谷幌晃
- 録音：加藤一郎、高木勝義、山岸壮二、塚原国夫
- 編集：香園稔、石井和男
- 美術：猪俣邦弘、望月誠、黒田晃、印南昇
- ナレーター：神太郎
- 装置：若林六郎、大谷周司
- 装飾：印南昇
- 演技事務：深沢洸
- 記録：福島マリ、馬場裕巳子、長谷川幸子
- 効果：脇坂孝行
- 選曲：太田正一、佐藤啓
- スチール：樋口通
- カースタント：三石千尋とマイク・スタントマンチーム、武士恭久（タケシレーシング）
- 特殊効果：坂本佐幸
- 進行：松田康央、水口嘉浩、高階光
- 美粧：ビアンコ、パン・メイク、田川千賀子
- 衣裳：松竹衣裳、本間邦仁
- 調音：アオイスタジオ、関勇次郎、岩橋政志
- 現像：東洋現像所
- 擬闘：日尾孝司とワイルド・アクション、伊奈貫太&A.T.C
- 衣裳協力：サントロン、一珠、銀座セキネ
- 撮影協力：日本農林ヘリコプター
- 協力会社（第78話）：堀企画、大平特殊効果、浜港産業、松竹映像
- 協力：日本航空、トヨタ自動車
- 制作：松竹株式会社、フジテレビ

## 放映リスト
| 回 | 放送日         | サブタイトル                                        | 脚本                     | 監督       | ゲスト | 備考                                                    |
| -- | -------------- | --------------------------------------------------- | ------------------------ | ---------- | --- | ------------------------------------------------------- |
| 1  | 1978年 7月24日 | 海外逃亡を阻止せよ!                                 | 井上梅次                 | 井上梅次   | 天知茂／中尾彬／奈三恭子、野坂みどり／氏家修、桐島好夫／城戸卓、篠原靖夫、松井たつえ、藤井瑞枝／青空はるお、稲葉義男／月丘千秋／池部良 |                                                         |
| 2  | 7月31日        | 国際空港1978年夏                                    | 池上金男 舛田利雄        | 舛田利雄   | 宇津宮雅代／磯村健治、舛田紀子／小瀬格、高木二朗／福原秀雄、坂口芳貞、伊吹徹／根本嘉也、皆川明男、ネッド・デニガン／ハンジング・ウェア、パルマ・アルベルト、デビッド・モリソン／神山繁／池部良                                                                                               |                                                         |
| 3  | 8月7日         | かもめが飛び立つ日に                                | 佐藤繁子                 | 松尾正武   | 松坂慶子／中野誠也／今井健二、阿部希郎／高並功、桐島好夫／溝口舜亮、時本武／安田憲史、加島潤、矢野みち／関川慎二／池部良 |                                                         |
| 4  | 8月14日        | パリ－東京 戦慄の20時間                             | 佐藤繁子                 | 井上梅次   | 北村和夫／紀比呂子／北村大造、岡部健／阿藤海、斉藤英雄、土田桂司／大神真、戸沢佑介、田川勝男／今井健太郎、沖秀一、滝田裕子／羽生昭彦、松井たつえ、山口浩二、楠高宣／ルック・メイヤー、ヘンリーレオ・トバキス、マリアン・フェルトン、ジェニファー・ウイットカー                               |                                                         |
| 5  | 8月21日        | 大空に命燃える日                                    | 佐藤繁子                 | 井上梅次   | 松村達雄／三浦真弓／ジェームス・ゴードン、大島ゆみ恵／山本幸栄、志馬琢也／加島潤、野見山夏子 |                                                         |
| 6  | 9月4日         | 紙一重の青春                                        | 池上金男 山本和久        | 児玉進     | 小野進也／里見奈保／永井秀明、大前均／白石奈保美、岡部正純、前川哲郎／高並功、桐島好夫、溝口舜亮、時本武／小田草之介、喜田晋平、岡本忠幸、アラジン・ラムール、レイナー・グスマン／永井雅春、小林恵美子、伊東ふみえ、由利勝郎、田辺清輝、橋本春彦／織本順吉／神山繁                           |                                                         |
| 7  | 9月11日        | 暗号名ジャッカルを追え!                             | 井上梅次                 | 井上梅次   | 寺田農、奈美悦子／曽根晴美、伊達三郎、蟹江敬三／安田憲史、白川靖雄、加藤真琴、久木念／ジャネット・八田／広田正光、堀つとむ、松井たつえ、上田かほり／三浦伸、中野俊、チャールズ・カササ、カジ・アサド／ルック・メイヤー、ドミニク・ロリベナ、アラン・ミカルド、アンジェロ・アンジェリ／石浜朗 |                                                         |
| 8  | 9月18日        | 空からの殺人者                                      | 舘俊介 佐藤繁子          | 児玉進     | 田島令子／吉野佳子／石井十郎、井上三千夫、金子盛勇／高並功、桐島好夫、溝口舜亮、時本武／飯田和平、足立登美子、角田淑子、佐藤明美／桑原恵子、梅本ひとみ、川鍋和喜、クラウディアス・ニューマン／斉藤浩子、渡辺明美、横江麻記、内田順子／横森久、久富惟晴                                       |                                                         |
| 9  | 9月25日        | 大爆破!!暁の緊急指令                                | 池上金男                 | 井上梅次   | 池部良／奈三恭子、氏家修／佐藤たくみ、麻志奈純子、大関優子／宮口二郎、松山照夫、車だん吉／高並功、桐島好夫、溝口舜亮、時本武／藤井瑞枝、松島慎一、倉富勝士、バート・フォアマン、大杉侃二郎／稲葉義男、高原駿雄、浜田寅彦／青空はるお、鈴木光枝                                               |                                                         |
| 10 | 10月9日        | 男たちの詩                                          | 佐藤繁子                 | 永野靖忠   | 天知茂／武内亨、堀之紀、北町嘉朗／真田五郎、久遠利三、林秀樹／石垣守一、岡田淳二、たくみさよ、下川江那／橋口忠夫、中村保、黒沢伸子、光映子／山崎純資、桑原一人、伊藤健、吉田太門／島村卓志、久米冬太、星一、小林潤夫／青空はるお、内田朝雄                                                   |                                                         |
| 11 | 10月16日       | 海外ロケ篇第一弾! ラインの追跡                      | 鴨井達比古               | 貞永方久   | 松本留美／青木義朗／橋爪功、寺泉哲章／高桐真、多田幸男／会田由来、石光豊／兼松隆、大内俊章／中林義明、オリビア・ピション、大野悌尚／神山繁 |                                                         |
| 12 | 10月23日       | 逃亡者                                              | 保利吉紀                 | 日高武治   | 火野正平／岡田奈々／南條豊、高峰圭二／小原秀明、古代一平／小林勝也、大浜詩郎、三上剛／城戸卓、だんつかさ、木村久美、今井健太郎／まさとしバンド:西脇勝宏、山田義徳、鈴木喜二郎、河野弘康、新井田耕造／幸田宗丸、平井岐代子                                                                    |                                                         |
| 13 | 10月30日       | 暗殺指令                                            | 長野洋 日高武治          | 日高武治   | 神山繁／夏桂子／溝口舜亮／野口元夫、柿沼大介／中平良夫、杉村レオ／朝野和信、斉藤一夫／睦五郎 |                                                         |
| 14 | 11月6日        | いのち炎の如く 壮烈!!梶警部の最期!                  | 池上金男                 | 日高武治   | 花沢徳衛／浜田晃／青空はるお／吉野佳子、溝口舜亮／松下達夫、田口計／喜多晋平、水谷敏行、寺尾理恵／カジ・アサド、中野俊、有原久美子 | 梶警部殉職                                              |
| 15 | 11月13日       | 新任警部登場 狂気のバス爆破!                        | 佐藤繁子                 | 長谷和夫   | 佐野アツ子／青空はるお／可知靖之、江幡高志／溝口舜亮、時本武／佐野哲也、小美野欣二／安井裕美、摂祐子、船場牡丹／伊達弘、藤堂陽子、清水幹弘／皆川明男、光映子、川瀬小夜子 | 薮下警部着任                                            |
| 16 | 11月20日       | 特捜部対ヤクザ 女医三森亜矢子が敵の手に!            | 池上金男                 | 日高武治   | 松坂慶子／磯部勉、山本麟一／倉野章子、江角英明、小林重四郎／安田憲史、時本武、城戸卓、椎谷建治、当銀長太郎／大阪憲、中林義明、井原幹雄、吉岡節子、加島潤／藤田純子、泉きよこ、湯川勉、上木みどり、宮沢元／石浜朗／池部良                                                                     |                                                         |
| 17 | 11月27日       | 戦慄!!ハネムーン・ツアージャック                    | 鴨井達比古               | 渡邊祐介   | 戸井田稔、藤井真理／大谷朗、伊木久実子、斉藤滋、江城富美子／堀礼文、後藤緑、黒沼弘己、渡辺恵美子／山本晃久、秋山紀子、坂本三男、谷村洋子／一杉永介、矢野智子、生田秀行、関口益美、大内幸子／沖秀一、山下巖、長谷部亮、土方司／高木信夫、村上記代、鶴岡修、山田京子／佐々木敏、佐古正人       |                                                         |
| 18 | 12月4日        | 人質奪回作戦 悪魔にもなれ!父の愛                    | 長野洋                   | 渡邊祐介   | 福田豊土／ひろみどり／溝口舜亮、高並功／須賀沢真理子、時本武／園田健二、伊東平山／松島真一、伊丹加代／斉藤真、千葉宏／須賀良、末次美沙緒 |                                                         |
| 19 | 12月11日       | 夕陽の銃撃戦!幼い恋人が叫ぶ・その人を撃たないで!    | 佐藤繁子                 | 長谷和夫   | 荻野目慶子／古澤一朗／長谷川弘、内田昌宏／吉田義夫、春江ふかみ、大内俊章／湯原一昭、大山雄史、池内彦祥、山下和行／築地博、佐藤義昭、平井公彦、横山章、杉浦光／鷹尾秀敏、山崎之也、鳥井助国／青空はるお、菅原一高、溝口舜亮                                                                   |                                                         |
| 20 | 12月18日       | 恐怖の復讐!!特捜部25時間の斗い                      | 佐藤繁子                 | 長谷部安春 | 岡田英次／佐藤仁哉／溝口舜亮、菅原一高／小川露里、佐藤富美子、高橋神志郎、立花新／宮島一茶、猪垣泰祐、大神真、松島俊雄／力武淳、香川久美子、横井彰人、藤井章代／松井たつ江、山本晃久、船場牡丹／松下砂稚子                                                                                   |                                                         |
| 21 | 12月25日       | 護送車襲撃大パニック!特捜魂・海原刑事よ、死ぬな!    | 村尾昭                   | 長谷部安春 | 御道由起子、熟田一久／長沢大、仲恭司／柿木恵至、山下哲生／佐藤好章、伊丹誠吾、小牧愛／中山剣吾、長谷部亮、長根めぐみ／早田文次、松永光次、久木稔／稲葉義男、矢吹寿子／石浜朗 |                                                         |
| 22 | 1979年 1月8日  | 雪原の大追跡 大統領令嬢に危機迫る!!                 | 山浦弘靖 井上梅次        | 井上梅次   | アグネス・ラム／永田裕子、弘松三郎／三浦伸、伊藤哲也／小田草之介、沖秀一／篠原靖夫、山本伸二、木村英二／矢野智子、小鷹節子、まさとしバンド／神山繁 |                                                         |
| 23 | 1月15日        | 衝撃の全員死亡 悪い奴は地の果てまで追え!!           | 押川国秋                 | 日高武治   | 小畠絹子／三木敏彦／坂部文昭／今井耕二、白石のり子／清嶋智子、満山恵子／土田桂司、加藤富士子、真山碩文 |                                                         |
| 24 | 1月22日        | 特捜部対ヤクザの斗いパートII                        | 八木美津夫 川島義和      | 長谷和夫   | 地井武男／執行佐智子／伊達三郎、外山高士／長沢大、晴海勇三／風戸佑介、草薙良一、園田健二／朝野和信、池田弘明、千葉繁、伊藤健／今井健二／石浜朗 |                                                         |
| 25 | 1月29日        | 世にも汚い犯罪者たち 武器密造団壊滅指令             | 武末勝                   | 日高武治   | 南原宏治／結城しのぶ／平松慎吾、ルック・メイヤー／川瀬小夜子、アラジン・タイムール／上木みどり、山田美鈴、鈴木ゆかり／中川明、工藤和彦／川合伸旺／神山繁 |                                                         |
| 26 | 2月5日         | 真実の愛 空港ホテル殺人事件の謎を追え!              | 山浦弘靖                 | 長谷和夫   | 中谷一郎／小林かおり／曽我町子、菅原一高、溝口舜亮／八名信夫、日吉としやす、佐藤和男／安田憲史、久木念、鵜沢秀行、関悦子／西国成男、皆川明男、汐見直行、野見山夏子／三原聡、小牧愛、中野俊、上木みどり／加藤和夫、八木昌子                                                                   |                                                         |
| 27 | 2月12日        | 罠には罠を! 女刑事 神坂紀子の危機                   | 鴨井達比古               | 長谷部安春 | 山本昌平／立川光貴／近藤宏、真田五郎／松田茂樹、川瀬小夜子、城戸卓／亀山達也、金竹良枝、千種かおる／萩原紀、小坂生男、戸塚孝／山崎優子、三浦幸治、佐藤真理子／石浜朗 |                                                         |
| 28 | 2月19日        | 復讐のダイナマイト                                  | 田波靖男                 | 長谷和夫   | 清水宏／石橋雅史／溝口舜亮、菅原一高／渡辺理枝、石川節子／世上雄大、加島潤／黒沢伸子、坂西良太／増田順司 |                                                         |
| 29 | 2月26日        | 戦慄!空港VIP室占拠事件                              | 長野洋                   | 長谷和夫   | 伊東達広／望月太郎、榊原良子／溝口舜亮、花上晃／清水良英、佐久間亜子、増田忠則／袋正、宮部昭夫、星美智子／中村美代子、東郷晴子／野口元夫、宇佐美淳／浜田寅彦 |                                                         |
| 30 | 3月5日         | 女囚304号脱獄指令!                                  | 佐藤繁子                 | 番匠義彰   | 根岸とし江／有馬昌彦、此島愛子、石間健史／大和撫子、茜ゆう子、辻田矢道、神山寛／渡辺紀行、高木信夫、宮本茂、城戸卓／永井雅春、今野博美、トーマス・カーター、エドナ・ペリ／斉藤一夫、高瀬久美子、白川裕美、加藤富士子／石浜朗／神山繁                                                         |                                                         |
| 31 | 3月12日        | 地下水道の銃撃戦! 死の逃亡者                        | 佐藤繁子                 | 番匠義彰   | 千葉裕／小川露里／黒部進／溝口舜亮、菅原一高／菅生隆之、高橋隆一、安達博／川瀬小夜子、千葉宏、矢野智美／内藤正典、山越正樹、五十嵐公二／入江正徳、真田五郎 |                                                         |
| 32 | 3月19日        | 空港美女 連続殺人事件!都会の孤独                    | 佐藤繁子                 | 貞永方久   | 山西道広／宮崎あすか、伊吹徹／菅原一高、ダニエル・ヌーバー、ティナ・カーク／シャリー・ハーケス、マリー・フォフィス、シンディー・スターンズ、マリア・バティスタ／富田博之、那知正彦、大辻鉄平、湯川勉／伴藤武、吉田太門、河島裕司／古川ロック、今西正男、篠田よし子／堺左千夫                 |                                                         |
| 33 | 3月26日        | 血と炎の女                                          | 押川国秋                 | 渡邊祐介   | 香野百合子／神崎愛／伊吹徹／菅原一高、上田耕一／早田文次、笠野賢治／江見俊太郎／川辺久造 |                                                         |
| 34 | 4月16日        | 復讐の大追撃!TOKYOコネクション1979                  | 田波靖男                 | 渡邊祐介   | 深江章喜／ひろみどり、小笠原弘／白山英雄、瀬下和久／若尾義昭、千歩憲生／村上記代、川瀬小夜子、大村千吉／光映子、黒崎勇、竹本純平／久保田鉄男、海野保枝、一杉永介／安部徹 |                                                         |
| 35 | 4月23日        | 衝撃の無差別殺人!                                   | 佐藤繁子                 | 番匠義彰   | 片桐夕子／小林尚臣、日吉としやす／伊吹徹、菅原一高／磯野秋雄、阿藤海／加島潤、高橋利道、丸山由利亜／だんつかさ、島英二、斉藤滋、上田大火／松下達夫、河村弘二／田中浩、原口剛 |                                                         |
| 36 | 5月7日         | さらば鯉沼刑事!炎の中の青春は終れり                 | 村尾昭                   | 長谷部安春 | 田中明夫／ホーン・ユキ／井上博一、塩島昭彦、武内亨／森下明、高橋義治、戸塚孝、荻原紀、岡田勝／早坂直家、笠松長麿、藤田康之、横山アキト／長沢大、沢井孝子／石浜朗／神山繁 | 鯉沼刑事殉職                                            |
| 37 | 5月14日        | バクダン刑事登場!                                   | 松本功 村尾昭            | 長谷和夫   | 中田博久／佐藤万理、井口恭子／長沢大、伊吹徹、菅原一高／長谷川正人、堀勉、柿木恵至／松田弘二、松井早苗、長岡敬子、山田真由美、森本慶子／長谷川薫、白崎公美恵、木庭弘明、後藤友一、慶長照彦、山本信博、斉藤四郎／南祐輔、沢田浩二／石浜朗                                                     | 菊地・西條両刑事着任、OP曲アレンジ変更                  |
| 38 | 5月21日        | 燃えろルーキー!ニトロの中を突っ走れ!                | 佐藤繁子                 | 番匠義彰   | 新倉博／新海百合子、宮子昌代／長沢大、伊吹徹、菅原一高／五桐芳雄、川瀬小夜子、渡部紀行／大神真、高村良、春江ふかみ、力武淳／今井健太郎、松田福代、松本伊佐武、広田行生／篠原靖夫、古部利夫、井森久江、堀内由美子／石浜朗                                                                     |                                                         |
| 39 | 5月28日        | ウルトラスーパーデカ 神坂紀子の華麗なる追跡!        | 佐藤繁子                 | 小西通雄   | 鹿内孝／遠藤征慈、片桐竜次／伊吹徹、菅原一高／早川純一、佐伯一郎、志馬琢也／渡辺紀行、柳下正文、村上記代／新井和夫、坂口芳貞／浜田寅彦 |                                                         |
| 40 | 6月11日        | F.B.I.緊急電報 裏切りの銃撃!                        | 秋川大介                 | 渡邊祐介   | 勝部演之／黒沢のり子／星野博美／ミッシェル・マサボ／辰馬伸、高木真二／マティ・ゴードン、カール・スミス／藤田宗久、内海恵津 | OP曲アレンジ、前バージョンに変更                        |
| 41 | 6月18日        | 愛よ大空に散れ!特捜部対ヤクザの斗いパートIII        | 押川国秋                 | 番匠義彰   | 織田あきら／光丘真理／戸浦六宏、谷口香／稲垣昭三、汐路章／伊吹徹、菅原一高／長沢大、沖秀一、宮城健太郎／三上剛、伊藤鉱、鎮目仁／神山繁、内田稔 | 4月30日放送予定だったが、当日になり休止。放送順を変更。 |
| 42 | 6月25日        | ロスアンゼルス密輸ルート 一人旅の少年               | 須川栄三 山崎晶子        | 番匠義彰   | 神山繁／石浜朗／井上昭文／若尾哲平、松本潤子／花岡菊子、前田晃一／伊吹徹、菅原一高、船渡伸二／古田正志、小島孝夫、工藤和彦、広田正光／大辻慎吾、島津冴子、佐藤野里子、矢野智美 |                                                         |
| 43 | 7月2日         | 新米刑事が翔んだ!                                   | 佐治乾                   | 長谷和夫   | 水島彩子／小林勝也／辻萬長／アンヂェロ・アンヂェリー、佐藤晟也／松永光次、岩瀬初枝／山本清 |                                                         |
| 44 | 7月9日         | 孤独な挑戦!カメラのとらえた人、それは?!             | 鴨井達比古               | 番匠義彰   | 竹田かほり／平田昭彦／有馬昌彦、菅原一高／城戸卓、光映子／今井健太郎、羽生昭彦／バーノン・ギャバート、山本理／松坂司郎、田辺清輝、由利勝郎／神山繁 |                                                         |
| 45 | 7月16日        | 愛の墓標・次に消されるのはどいつだ!                 | 佐藤繁                   | 前田陽一   | 吉沢京子／石田信之／武藤章生、宮崎玲子／渡辺紀行、岡本忠幸、沖秀一／川瀬小夜子、石間健史、土山登士幸／高杉哲平、山根久幸、大矢梨津子／猪垣泰祐、塩崎三樹男、古部利夫／横森久 |                                                         |
| 46 | 7月23日        | 古傷・バクダン刑事に火がついた!                     | 長野洋                   | 番匠義彰   | 土屋嘉男／左時枝／蝦名由記子／吉田良全、照内晴敏／下之坊正道、小森英明／だるま二郎、高山彰／坂田金太郎、中山剣吾、倉富勝士 |                                                         |
| 47 | 7月30日        | ジャンボジェットにマシーンを乗せろ 青春の爆走!      | 猪又憲吾                 | 長谷和夫   | 佐久間宏則／三科千鶴子／吉田豊明／牧健吾、畠中猛重／中平良夫、川鍋和喜／福永喜一、河井憲／田辺清輝、香川景三、田中幸雄／川合伸旺 |                                                         |
| 48 | 8月6日         | 目撃者はデカだ!                                     | 押川国秋                 | 番匠義彰   | 夏純子／林ゆたか／河村弘二／木村四郎、立花一男／岡田舞、荘司肇／前川哲男、松崎ヤスコ |                                                         |
| 49 | 8月13日        | 皆殺しの来訪者!                                     | 押川国秋                 | 前田陽一   | 青空はるお／石橋蓮司／高沢順子／菅原一高 |                                                         |
| 50 | 8月20日        | ギャング対特捜部 現金輸送車ジャック!                | 秋川大介                 | 小西通雄   | 藤木敬士／寺泉哲章、橋本鉄也／三角八郎、江幡高志／吉岡ひとみ、八木景子／渡辺紀行、加島潤、篠原靖夫／川瀬小夜子、長谷部亮、西尾麻理／益尾久子、由利勝郎、松坂司郎、田村貫 |                                                         |
| 51 | 8月27日        | サヨナラ神坂紀子刑事!コール･ガール バラバラ殺人事件 | 佐藤繁子                 | 児玉進     | 石浜朗／宮口二朗／長沢大、伊達三郎／八名信夫、藤山浩二／辰馬伸、三沼慶、島英司／クリスチャン・ステファン、ベティ・フォード、パム・フォーニィ／北野和也、星一、生田秀之、田山涼成／佐藤好将、人見比呂志、福原学、武田倫一、大竹義夫                                                           | 神坂刑事異動                                            |
| 52 | 9月3日         | シスター刑事 テロリストを撃て!                      | 鴨井達比古               | 児玉進     | 石川さゆり／文野朋子／宮崎和命／此島愛子、たにぐちかおり／松井範雄、山崎健二／小川隆一、檜山知江／木村富穂、黒田務／村添豊徳、キャロライン・マグルー／神山繁 | 水島刑事着任                                            |
| 53 | 9月10日        | マフィアの恐怖!フラメンコダンサーの愛と死           | 山村英司                 | 番匠義彰   | ホーン・ユキ／佐古正人、堀尾正明／クリストファー・グレゴリー、三上剛／福原秀雄、妃口久美子、五十嵐美恵子／田辺清輝、山中直人、福永幸男／石原文治、河北芳明、田中幸雄、湧川吉夫／石浜朗 |                                                         |
| 54 | 9月17日        | ザ・キラー                                          | 佐藤繁子                 | 内藤誠     | 立川光貴／山科ゆり／江見俊太郎、南祐輔／佐伯赫哉、新山真弓／草薙良一、笹入舟作、川瀬小夜子／吉中六、マリア茉莉、尾家美砂子、力武淳／湧川隆夫、伊藤厚志、猪垣泰佑、池内彦祥／中山剣吾、五十嵐公二、鈴木信之、榎本哲也、原口久美子                                                             |                                                         |
| 55 | 10月8日        | 永遠の青春・西條刑事の最期!                         | 鴨井達比古               | 長谷和夫   | 村地弘美／蟹江敬三／三科千鶴子、大谷一夫／佐藤好将、坂本三男、一杉永介／泉きよこ、渡辺百代、生田秀之／田辺清輝、松坂司郎、福永喜一 | 西條刑事殉職                                            |
| 56 | 10月15日       | 爆走刑事登場 東京大スキャンダル                     | 播磨幸治                 | 渡邊祐介   | 三浦浩一／二宮さよ子／森下哲夫／井上博一、小林尚史／菅原一高、佐々木敏／小幡誠一、新城彰、塚本一郎／三原聡、難波成巳、由利勝郎、人視比呂志 | 紺野刑事着任                                            |
| 57 | 10月22日       | 鬼刑事が哭いた!                                     | 佐治乾 山村英司          | 渡邊祐介   | 森マリア／原口剛／田中小実昌(特別出演)／ウイリー・ドーシー、ハインズ・イングウェアーズ／福山雅一、アブドラ・モロス、森茂／神山繁 |                                                         |
| 58 | 10月29日       | 慟哭する加賀警視 たとえ花びらは散っても!            | 村尾昭                   | 番匠義彰   | 中谷一郎／氏家修／好永康子／長沢大、神ひろし／永井秀明、久遠利三、真田五郎／篠克也、林亨、石原交治、麻美あい／森愛、吉田秀仁、白崎公美江、森田里美、河北芳明／石浜朗 |                                                         |
| 59 | 11月5日        | ダイナマイト抱いた女刑事!!                          | 佐治乾 山村英司          | 小西通雄   | 田口久美／早川純一／溝口拳、桑原一人／渡辺紀行、成田次穂／内海恵津、古屋哲／後藤哲夫、落合正臣／松坂司郎、伊藤昌一／湧川良夫、小林操 |                                                         |
| 60 | 11月12日       | 襲撃! 空港特捜車を爆破しろ!!                        | 秋川大介                 | 小西通雄   | 有川博／福田豊土／樋口和子／秋好光果／木村四郎、八名信夫／大木史朗、大矢兼臣／永井玄哉、高橋かおる、新城彰 |                                                         |
| 61 | 11月19日       | 兇悪密輸組織撃滅作戦                                | 佐治乾 山村英司 池田正一 | 児玉進     | 峰岸徹／ひし美ゆり子／弘松三郎、平松慎吾／菅原一高、山田禅二／伊藤弘一、柚木春美、盛合なおと／加川景三、矢車武、田中幸雄／神山繁 | 9月24日放送予定だったが、当日になり休止。放送順を変更。 |
| 62 | 11月26日       | 刑事は殺シで勝負する?!名刑事と珍刑事の敵地潜入!     | 佐藤繁子                 | 永野靖忠   | 田中真理／三谷昇／成瀬昌彦、花上晃／伊吹徹、菅原一高／外山高士、戸井田稔、北九州男／石原昭宏、福永幸男、鈴木誠一／三原聡、森田里美、白川弘美、桜井由子／石浜朗 |                                                         |
| 63 | 12月3日        | 射殺命令                                            | 押川国秋                 | 長谷和夫   | 青空はるお／樋浦勉／片山真由美／菅原一高、伊吹徹／大貫達也、大神信／佐藤野里子、藤井章予、あづま竜太／塩見三省、松堂厚三郎、寺田学 |                                                         |
| 64 | 12月10日       | 戦慄のダブルハイジャック 706便危機一発!!            | 池田一朗                 | 永野靖忠   | 岡崎二朗／北見治一、岡部正純／小原秀明、大塚良重、田辺節子／湊俊一、藤田宗久、二瓶秀雄／大内俊章、中川明、岡崎純也、伊藤鉱／玉伎与平、日和田春生、原たかし、渡辺直美／長谷川正人、川鍋和喜、北野和也、桜井由子、中野俊／石浜朗                                                               |                                                         |
| 65 | 12月17日       | 激突! 赤いビーナス奪回作戦                          | 山浦弘靖 前田陽一        | 前田陽一   | 御道由紀子／森大河／佐藤博、青山恭子／船場牡丹、中村まり子、力武淳、柿沼大介／坂田金太郎、結城ケイ、早川昌希、中林義明／石井かおり、藍なおみ、鈴木信之、生田秀之、河井憲／石浜朗／神山繁 |                                                         |
| 66 | 12月24日       | 銃撃の挽歌 遠い遥かなクリスマス                     | 秋川大介                 | 児玉進     | 山下洵一郎／中川ゆき／塩沢とき／菅原一高、石間健史／佐藤好将、由利勝郎／河内喜一郎、藤真琴、片岡美津子／松坂司郎、山中直人、伊藤厚志 |                                                         |
| 67 | 1980年 1月7日  | 流血の荒野を走れ!特捜VS地下組織VS暴走族             | 押川国秋                 | 児玉進     | 浅野真弓／竹村洋輔／田中浩／椎谷建治、東條きよし／吉中六、松本伊佐武／藤瀬雅子、舟川ノリ子／升元泰造、桜井由子、古屋哲 |                                                         |
| 68 | 1月14日        | 報復の弾道が闇を裂く! 頂上作戦・地獄の綱渡り        | 松本功 村尾昭            | 永野靖忠   | 石浜朗／片岡幸子／小笠原弘、高木二郎／長沢大、菅原一高、南祐輔／大神信、三井恒、石原昭宏、渡辺紀行／西川敬三郎、土田桂司、今井健太郎、川瀬小夜子／黒田務、福永幸男、松島慎一、大矢梨津子／中川明、由利勝郎、木庭弘明、川鍋和喜                                                               |                                                         |
| 69 | 1月21日        | 狙撃者の墓標 冬枯れの街よ友を優しく弔え!            | 押川国秋                 | 永野靖忠   | 矢吹二朗／黒田福美／田口計／小林重四郎、弘松三郎／佐々木敏、島英司／松田茂樹、伊藤鉱／永井雅春、星野晃、田辺清輝 |                                                         |
| 70 | 1月28日        | 国際強盗団潜入 五億円の名画を追え!                  | 池田一朗                 | 降旗康男   | 平泉征／山谷初男／野口元夫、長島隆一／城戸卓、吾桐芳雄、原千枝子／山中康司、泉きよこ、篠原靖夫、松坂司郎／川淵豊喜、森本慶子、湯浅洋行、福永喜一、渥美博／青空はるお／神山繁 |                                                         |
| 71 | 2月4日         | 銃声は風に哭いた さらば愛しき女よ                   | 佐藤繁子                 | 降旗康男   | 沢井桃子／横森久／井上博一／山本幸栄、加島潤／五十嵐美恵子、千種かほる／金田明夫、湧川吉雄、佐藤好将／デビッド・モリソン、山中直人、田中幸夫 |                                                         |
| 72 | 2月11日        | 忍びよる魔手 友情は血で洗えるか?!                   | 渡邊祐介                 | 渡邊祐介   | 伊藤敏孝／今井健二／三戸部スエ、荻田晴美／ひろみどり、松山照夫／森川誠、木樽研三／小田草之介、結城ひろみ、光映子／川鍋和喜、秋野陽介、番場恵介、村田博 |                                                         |
| 73 | 2月18日        | 盗まれた恋路 君よ非情の歌を聞け!                    | 鴨井達比古               | 児玉進     | 佳那晃子／北九州男／奈辺悟／真嶋恵、滝川昌良／世古陽丸、田内秀 |                                                         |
| 74 | 2月25日        | 灼熱の逆光線 娘よ殺意の河を渡れ!                    | 山本務 押川国秋          | 番匠義彰   | 佐野アツ子／浜田晃／嵯峨善兵、江見俊太郎／菅原一高、清水良英、中吉卓郎／志馬琢哉、横川美智雄、大林丈史、吉良冬太、島村卓志、渡辺直美／高原駿雄／神山繁 |                                                         |
| 75 | 3月3日         | 失われた戦場 さらば友よ!                            | 池田一朗                 | 番匠義彰   | 岡田英次／浜田寅彦／山本清、伊佐みつえ／渡辺紀行、山根久幸／大野木克志、世古陽丸／益尾久子、ポール・スラッシュ／神山繁 |                                                         |
| 76 | 3月10日        | 殉職の鎮魂歌 壮絶!レッドスネイク撃滅作戦!           | 山本務 佐藤武光          | 佐藤武光   | 神山繁／藤井真理／ハイム・ゼズパーク／吉田エミー／片桐竜次／吉宮慎一、吉中六 | 神坂刑事殉職                                            |
| 77 | 3月17日        | 空港特捜部よ・永遠に! -前篇-                        | 村尾昭                   | 長谷和夫   | 安井昌二／江角英、長沢大／椎谷建治、飯田浩幾／渡辺紀行、幸英次／川瀬小夜子、木瓜みらい／大塚博、戸田伸太郎、由利勝郎／石浜朗 |                                                         |
| 78 | 3月24日        | 空港特捜部よ・永遠に! -後篇-                        | 村尾昭                   | 長谷和夫   | 神山繁、安井昌二／高並功、菅原一高、江角英／椎谷建治、飯田浩幾、木瓜みらい、後藤哲夫／井口恭子、蓑和田良太、松井早苗、杉岡萩乃 | 菊地・立野両刑事殉職                                    |

## ネット局
特筆の無い限り、FNS系列局全て同時ネット。
- フジテレビ（制作局）
- 北海道文化放送[4]
- 青森テレビ：木曜 16:00 - 16:55（TBS系列局）[5]
- テレビ岩手：月曜 22:00 - 22:55（日本テレビ系列局）[5]
- 仙台放送[6]
- 秋田テレビ[7]
- 山形テレビ（放送当時はフジテレビ系列局だった。後に現在のテレビ朝日系列局に転換）[8]
- 福島テレビ[6]
- テレビ山梨：日曜 22:30 - 23:25（TBS系列局）[9]
- 新潟総合テレビ：火曜（月曜深夜）0:20 - 1:15[10]
- 長野放送[11]
- テレビ静岡[9]
- 富山テレビ[12]
- 石川テレビ[12]
- 福井テレビ[12]
- 東海テレビ[13]
- 関西テレビ[14]
- 山陰中央テレビ[15]
- 岡山放送[16]
- テレビ新広島[16]
- テレビ山口（TBS系列局だが、放送当時はフジテレビ系列にも参加していた）[17]
- テレビ愛媛[17]
- 高知放送：日曜 14:15 - 15:10（日本テレビ系列局）[18]
- テレビ西日本[19]
- サガテレビ[19]
- テレビ長崎[20]
- テレビ熊本[20]
- テレビ宮崎[21]
- 鹿児島テレビ[21]
- 沖縄テレビ[22]

## 備考
- 初期から中盤までの自動車、建物の破壊および爆破シーンはほぼ新規撮影だったが終盤からは初期から中盤までの映像を流用している。

## サントラ盤
1979年5月21日発売 キャニオンレコード C-136）※放送開始より遅れての発売となった。
A面：「大空港のテーマ」（作曲・編曲：菅野光亮 / 演奏：ブラック・ベイビー、ノイエハーモニー・オーケストラ） - 3分58秒
第37話から第39話までのオープニングや後期の劇中で使用。
B面：「天使の涙」（作曲・編曲・ピアノ演奏：菅野光亮 / 演奏：ブラック・ベイビー、ノイエハーモニー・オーケストラ） - 4分18秒
B面に収録されたインストナンバー。レコードには挿入曲と記してあるが本編未使用。

## 映像ソフト
- 2012年6月より11月にかけて、TCエンタテインメント販売元で全78話を完全収録したDVD-BOXが発売（全6BOX）。

## 前後番組
| フジテレビ系 月曜21時台                                                                                                  | フジテレビ系 月曜21時台 | フジテレビ系 月曜21時台 |
| 前番組 | 番組名                  | 次番組                  |
| --- | ----------------------- | ----------------------- |
| 新・座頭市（第二部） ↓ 20:00-アメリカ大リーグアワー ※つなぎとして枠拡大 21:48-FNNニュース・明日の天気 ※20:54から暫定移動 | 大空港                  | 87分署シリーズ・裸の街  |